# كاسترونويفو دي إسغويفا
كاسترونويفو دي إسغويفا أو كاسترونويفو دي إسغيفا (بالإسبانية: Castronuevo de Esgueva)‏ هي بلدية تقع في مقاطعة بلد الوليد، قشتالة وليون، إسبانيا. وفقًا لتعداد عام 2004 (المعهد الوطني للإحصائيات)، يبلغ عدد سكان البلدية 337 نسمة.